# تاكايا كاغامي
تاكايا كاغامي (باليابانية: 鏡貴也) (22 مايو 1979، طوكيو في اليابان)؛ مانغاكا وروائي ياباني.

## روابط خارجية
- تاكايا كاغامي على موقع ANN person (الإنجليزية)